# ヤン・フランス・ファン・ドウフェン
ヤン・フランス・ファン・ドウフェン（Jan Frans van Douven、Johan Francois Douven とも、1656年3月2日 - 1727年）は、オランダ生まれの画家である。1682年からデュッセルドルフのプファルツ選帝侯の宮廷画家として働き、肖像画家やミニアチュール画家として働いた。画家となった息子のバルトロメウス・ドウフェン（Bartholomeus Douven: 1691-1726）と区別するために「年長のドウフェン(Douven de Oude)」とも呼ばれた。

## 略歴
南ネーデルラントのルールモントで生まれた。父親は司祭でローマにも赴任し、芸術愛好家になったがドウフェンが12歳の時、亡くなり、ドウフェンを母親は、リエージュのガブリエル・ランベルタン（Gabriel Lambertin）という画家の弟子にした。2年間の修行の後、いとこにあたる画家から3年間学び、ルールモントの有力者でスペイン国王カルロス2世に仕える役人のデラノ（Jan Dellano de Velasco）から絵の注文を受けるようになった。美術愛好家のデラノの収集品からイタリアの巨匠の作品を学んだ。
画家として知られるようになり、デュッセルドルフの宮廷の有力者から注文を受け、1682年からプファルツ選帝侯の宮廷画家として働いた。
28歳で結婚した後、デュッセルドルフに美術館の建設の仕事に従事し、プファルツ選帝侯ヨハン・ヴィルヘルムから貴族の称号を受け、美術品の買い付けのためや、選帝侯の娘などの肖像画を描くためにイタリアに派遣された。また選帝侯に同行し、ウィーンに旅し
神聖ローマ皇帝レオポルト1世や皇后エレオノーレの肖像画も描いたとされる。

## 作品

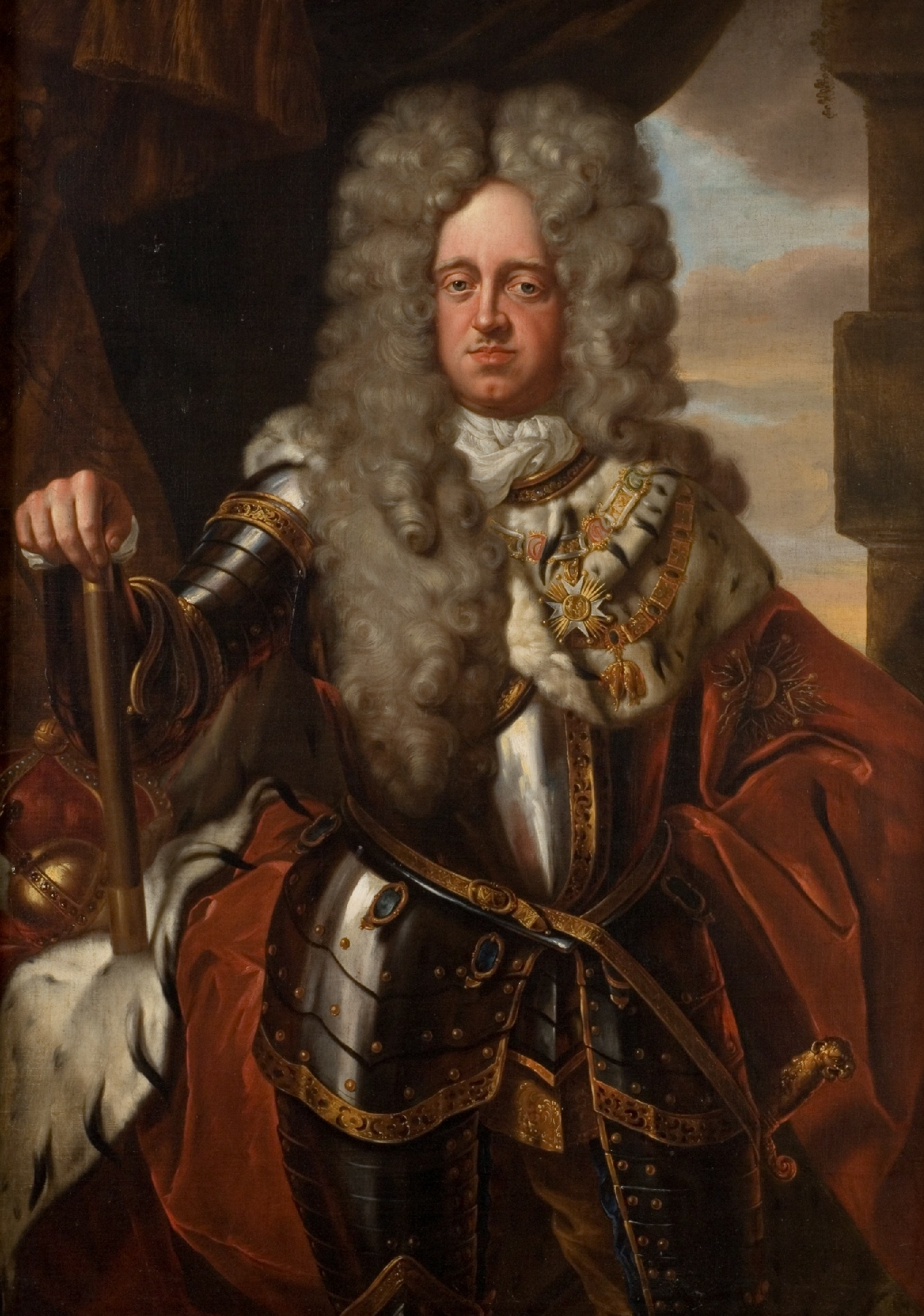
ヨハン・ヴィルヘルム (プファルツ選帝侯) (c.1715) Bayerisches Nationalmuseum
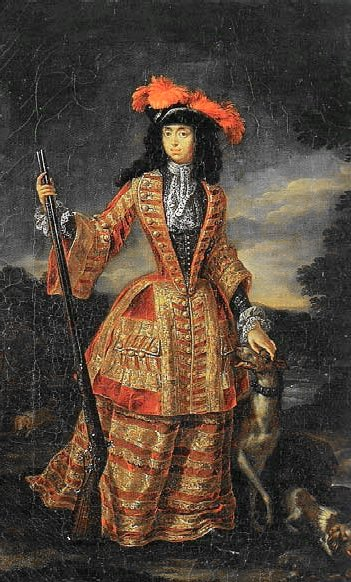
猟師姿のアンナ・マリーア・ルイーザ・デ・メディチ (c.1695) Galleria Palatina
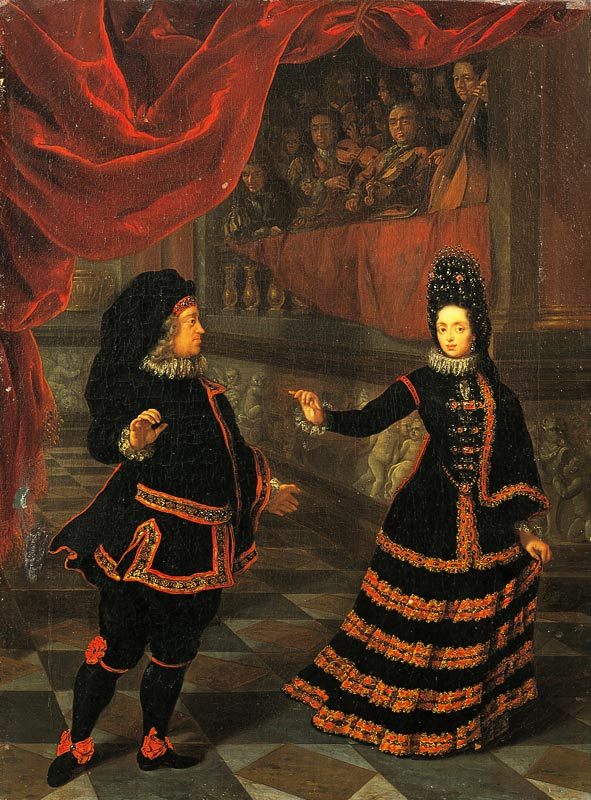
スペインの衣装を着て踊る選帝侯夫妻 ピッティ宮殿
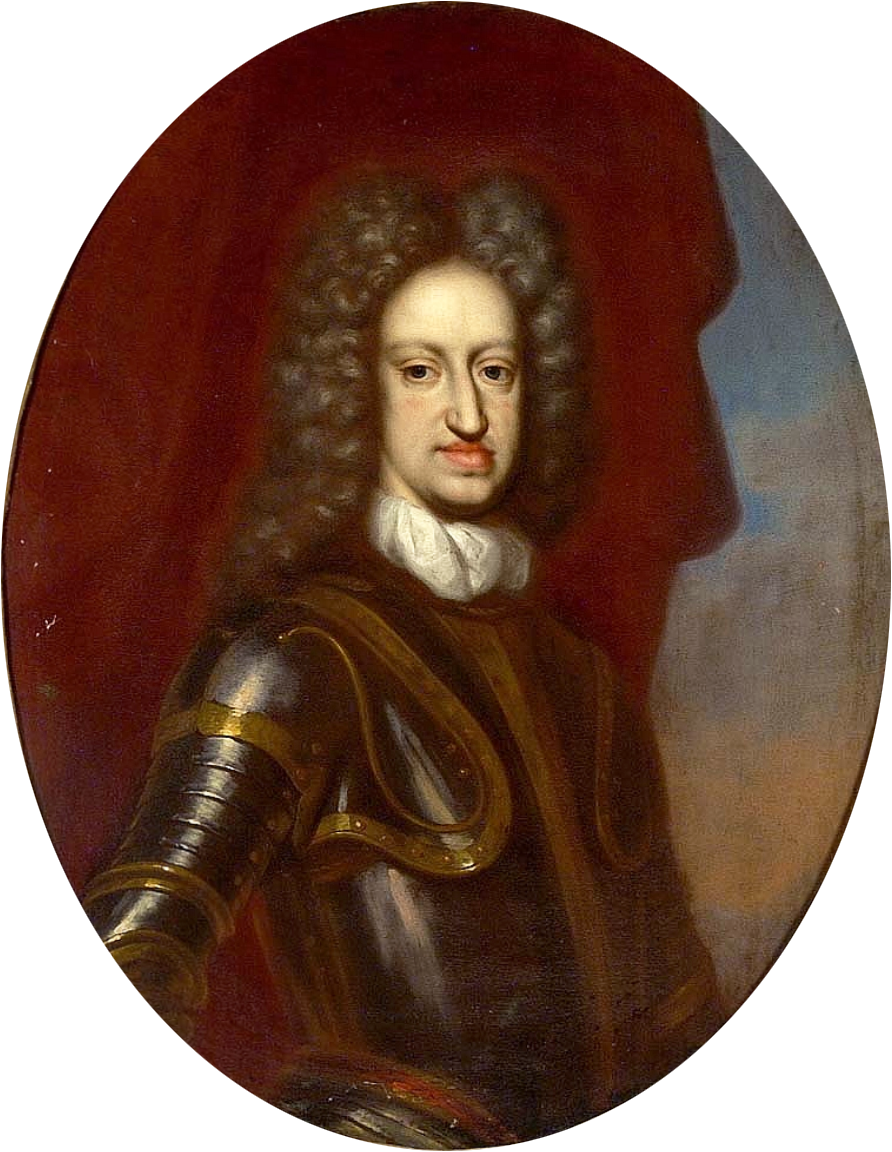
カルロス2世 (1690年代)